# District de Shkodër

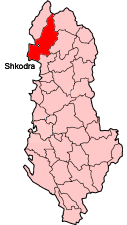

Le district de Shkodër (en albanais : Rrethi i Shkodrës, nom abrégé : Shkodër, variantes ou autres noms : Rrethi Shkodër et Shkodra) est un des 36 districts albanais. Sa superficie est de 1 631 km2 et il compte 260 000 habitants. Sa capitale est Shkodër et le district dépend de la préfecture de Shkodër.
Il est mitoyen des districts albanais de Malësi e Madhe, Tropojë, Pukë et Lezhë. Il a aussi une façade sur la mer Adriatique et une frontière avec le Monténégro.